# Hervormde kerk (Zevenhuizen, Groningen)
De hervormde kerk van Zevenhuizen (ook wel: De Witte Kerk) is een 19e-eeuws kerkgebouw in het dorp Zevenhuizen in de gemeente Westerkwartier in de Nederlandse provincie Groningen. 

## Beschrijving
Reeds in 1674 woonden 21 leden van de kerk van Midwolde "op Sevenhuysen". Al sinds 1818 werd geprobeerd om een kerk in Zevenhuizen te stichten, maar de bijdrage van de inwoners zelf was te laag om daadwerkelijk tot stichting over te gaan. In 1830 werd door de provincie een collecte gehouden voor de bouw van een kerk en pastorie. In hetzelfde jaar scheidde de kerkelijke gemeente zich af van de gemeente van Midwolde-De Leek en in 1831 werd de eerste kerkenraadsvergadering gehouden. 
Tot de nieuwgevormde gemeente een eigen predikant kreeg, zou dominee Ferdinand Hendrik van der Linden van Sprankhuizen uit Tolbert het godsdienstig onderwijs verzorgen. In eerste instantie werd voor de diensten gebruikgemaakt van schuren. In 1832 werd een stuk grond aangekocht voor de bouw van een kerkgebouw. De kerk werd ingewijd in 1835.
In 1838 kreeg de kerk een torenspits met een klok die overgenomen werd van Oudeschoot. Het kerkgebouw verkeerde in 1869 in een dusdanig bouwvallige staat dat overgegaan werd tot de bouw van een nieuwe kerk. In 1936 werd de toren vernieuwd naar een ontwerp van dhr. Siekman uit Zuidhorn.
In 2010 fuseerde de Hervormde Gemeente van Zevenhuizen met de gereformeerde kerk (GKN) van Zevenhuizen. De sluiting van het gereformeerde kerkgebouw "Het Anker" volgde in 2018. In hetzelfde jaar werd de hervormde kerk vernieuwd. De kerkbanken en de preekstoel werden verwijderd. Hierbij werd de kleurstelling van het interieur gewijzigd. De voormalige pastorie werd ingericht als gemeenschapsruimte met vergaderruimte, hier is de naam "Het Anker" op overgegaan.
De huidige kerk bestaat uit zes traveeën welke gescheiden worden door lisenen. Een elektronisch Heyligers orgel bevindt zich achter een schijnfront van omstreeks 1900. Ook is het eerdere Trayser-harmonium uit 1900 nog aanwezig. 